# Vasile Sneaga
Vasile Sneaga (* 28. Januar 1972 in Bistrița, Kreis Bistrița-Năsăud) ist ein ehemaliger rumänischer Biathlet.
Vasile Sneaga betrieb seit 1985 Biathlon. Der Sportsoldat startete für den ASA Brașov. Er gab sein internationales Debüt bei den Biathlon-Weltmeisterschaften 1997 in Osrblie, wo er 82. in Einzel und Sprint wurde. Im Biathlon-Weltcup startete der Rumäne erstmals zu Beginn der Saison 1999/2000 in Hochfilzen, wo er 81. im Einzel wurde. Seine besten internationalen Ergebnisse erreichte Sneaga bei den Biathlon-Europameisterschaften 2000 in Zakopane. In Sprint und Verfolgung erreichte er 49. und 39. Ränge, 12. mit der Staffel und im Einzel 13. Sein bestes Weltcupergebnis erzielte er in der Saison 2000/2001 in Osrblie, wo er 54. in der Verfolgung wurde. Zum Saisonende trat er erneut bei den Biathlon-Europameisterschaften 2001 in Haute-Maurienne an und wurde 35. im Einzel. Sneaga lief noch bis 2004 bei internationalen Rennen. Darunter fällt ein fünfter Rang mit der rumänischen Mixed-Staffel, zu der auch Dana Plotogea, Éva Tófalvi und Marian Blaj gehörten, in Ruhpolding. Sein letzter Auftritt war bei der Biathlon-Militärweltmeisterschaft 2004 in Östersund, wo Platz 59 im Sprint bestes Ergebnis war.

## Biathlon-Weltcup-Platzierungen
Die Tabelle zeigt alle Platzierungen (je nach Austragungsjahr einschließlich Olympische Spiele und Weltmeisterschaften).
- 1.–3. Platz: Anzahl der Podiumsplatzierungen
- Top 10: Anzahl der Platzierungen unter den ersten zehn (einschließlich Podium)
- Punkteränge: Anzahl der Platzierungen innerhalb der Punkteränge (einschließlich Podium und Top 10)
- Starts: Anzahl gelaufener Rennen in der jeweiligen Disziplin

| Platzierung | Einzel | Sprint | Verfolgung | Massenstart | Staffel | Gesamt |
| ----------- | ------ | ------ | ---------- | ----------- | ------- | ------ |
| 1. Platz    |        |        |            |             |         |        |
| 2. Platz    |        |        |            |             |         |        |
| 3. Platz    |        |        |            |             |         |        |
| Top 10      |        |        |            |             | 1       | 1      |
| Punkteränge |        |        |            |             | 1       | 1      |
| Starts      | 6      | 14     | 1          |             | 1       | 22     |